# Jonchery-sur-Suippe
Jonchery-sur-Suippe és un municipi francès, situat al departament del Marne i a la regió del Gran Est. L'any 2007 tenia 169 habitants.

## Demografia

### Població
El 2007 la població de fet de Jonchery-sur-Suippe era de 169 persones. Hi havia 64 famílies, de les quals 8 eren unipersonals (8 dones vivint soles i 8 dones vivint soles), 24 parelles sense fills, 20 parelles amb fills i 12 famílies monoparentals amb fills.
La població ha evolucionat segons el següent gràfic:
Habitants censats

### Habitatges
El 2007 hi havia 77 habitatges, 67 eren l'habitatge principal de la família i 10 estaven desocupats. 76 eren cases i 1 era un apartament. Dels 67 habitatges principals, 44 estaven ocupats pels seus propietaris, 18 estaven llogats i ocupats pels llogaters i 6 estaven cedits a títol gratuït; 2 tenien dues cambres, 1 en tenia tres, 12 en tenien quatre i 53 en tenien cinc o més. 49 habitatges disposaven pel capbaix d'una plaça de pàrquing. A 27 habitatges hi havia un automòbil i a 32 n'hi havia dos o més.

### Piràmide de població
La piràmide de població per edats i sexe el 2009 era:
| Homes | Edats   | Dones |
| ----- | ------- | ----- |
| 0     | 95 o +  | 0     |
| 0     | 90 a 94 | 0     |
| 0     | 85 a 89 | 4     |
| 0     | 80 a 84 | 0     |
| 4     | 75 a 79 | 8     |
| 4     | 70 a 74 | 0     |
| 0     | 65 a 69 | 4     |
| 12    | 60 a 64 | 0     |
| 0     | 55 a 59 | 12    |
| 4     | 50 a 54 | 0     |
| 12    | 45 a 49 | 8     |
| 12    | 40 a 44 | 12    |
| 0     | 35 a 39 | 8     |
| 0     | 30 a 34 | 4     |
| 8     | 25 a 29 | 0     |
| 4     | 20 a 24 | 4     |
| 0     | 15 a 19 | 8     |
| 16    | 10 a 14 | 4     |
| 8     | 5 a 9   | 8     |
| 4     | 0 a 4   | 0     |

## Economia
El 2007 la població en edat de treballar era de 106 persones, 75 eren actives i 31 eren inactives. De les 75 persones actives 69 estaven ocupades (38 homes i 31 dones) i 6 estaven aturades (2 homes i 4 dones). De les 31 persones inactives 7 estaven jubilades, 10 estaven estudiant i 14 estaven classificades com a «altres inactius».

### Ingressos
El 2009 a Jonchery-sur-Suippe hi havia 71 unitats fiscals que integraven 185 persones, la mediana anual d'ingressos fiscals per persona era de 17.004 €.

### Activitats econòmiques
Dels 4 establiments que hi havia el 2007, 1 era d'una empresa de fabricació d'altres productes industrials, 2 d'empreses de construcció i 1 d'una empresa de comerç i reparació d'automòbils.
Dels 2 establiments de servei als particulars que hi havia el 2009, 1 era un guixaire pintor i 1 empresa de construcció.
L'any 2000 a Jonchery-sur-Suippe hi havia 14 explotacions agrícoles que ocupaven un total de 981 hectàrees.

## Poblacions més properes
El següent diagrama mostra les poblacions més properes.